# Sulennis Piña Vega
Sulennis Piña Vega (Jiguaní, Cuba, 8 de enero de 1981) es una gran maestra femenina de ajedrez cubana.

## Resultados destacados en competición
Fue campeona de Cuba femenina de ajedrez en 2005 y subcampeona en 2001. Fue ganadora del campeonato de Cuba juvenil femenino en 2001 y subcampeona en 2002.
Ganó el I Campeonato Continental Femenino, en Mérida en 2001. Fue segunda el II Campeonato Continental Femenino, en San Cristóbal en 2003. Fue nuevamente ganadora del VI Campeonato Continental Femenino, en San Salvador en 2003.
Participó representando a Cuba en las Olimpíadas de ajedrez en seis ocasiones, en 2000, 2002, 2004, 2006, 2008 y 2010.